# Benjamin Johnson
Benjamin Anthony Johnson (Waltham Forest, Anglaterra, Regne Unit; 24 de gener de 2000) és un futbolista anglès. Juga com a defensa i el seu equip actual és el West Ham United de la Premier League d'Anglaterra.
Johson va entrar a les categories inferiors del West Ham United a l'edat de 7 anys. Originalment jugava d'extrem, encara que en anar progressant les categories per edats va canviar a defensa. Va signar el seu primer contracte professional amb el club el 18 de gener de 2018.
Va debutar amb el primer equip el 27 de febrer de 2019 en una derrota per 1-0 davant el Mancherter City en partit de la Premier League a l'Etihad Stadium.
Johnson és nebot de Paul Parker, exinternacional anglès i jugador del Manchester United FC i cosí de Ledley King, internacional anglès i defensor del Tottenham Hotspur FC.